# Lạc Lương
Lạc Lương là một xã thuộc huyện Yên Thủy, tỉnh Hòa Bình, Việt Nam.
Xã Lạc Lương có diện tích 32,41 km², dân số năm 1999 là 6258 người, mật độ dân số đạt 192 người/km².